# Konkláve v roce 2025
Konkláve se konalo 7. a 8. května 2025 za účelem volby nového papeže, který měl nahradit Františka, jenž zemřel 21. dubna 2025. Ze 135 kardinálů s volebním právem se zúčastnili všichni kromě dvou. Ve čtvrtém kole hlasování byl zvolen kardinál Robert Francis Prevost, prefekt Dikasteria pro biskupy a předseda Papežské komise pro Latinskou Ameriku. Po přijetí zvolení přijal jméno Lev XIV.

## Proces volby papeže
| Oprávnění volitelé dle regionu k 21. dubnu 2025 |                       |
| Itálie                                          | 17                    |
| Zbytek Evropy                                   | 36                    |
| Severní Amerika                                 | 20                    |
| Jižní Amerika                                   | 17                    |
| Afrika                                          | 18                    |
| Asie                                            | 23                    |
| Oceánie                                         | 4                     |
| Celkem volitelů                                 | 135                   |
| Zesnulý papež                                   | František (2013–2025) |
| Nový papež                                      | Lev XIV.              |

Stejně jako při konkláve v roce 2013 byli děkan a proděkan Kolegia kardinálů starší 80 let a nemohli se konkláve zúčastnit. Předsedal mu proto nejvýše postavený kardinál-biskup mladší 80 let, Pietro Parolin.

### Načasování a pravidla
Podle apoštolské konstituce Universi Dominici gregis papeže Jana Pavla II. z roku 1996, upravené motu proprio Normas nonnullas Benedikta XVI., mají kardinálové obvykle alespoň 15 dní od uprázdnění Apoštolského stolce na to, aby se sešli. Kardinálové mají pravomoc zahájit konkláve dříve, pokud jsou všichni přítomni, nebo jej odložit, pokud existují vážné důvody pro odklad, avšak nejpozději do 20 dnů od uprázdnění stolce. Dne 28. dubna stanovila obecná kongregace kardinálů začátek konkláve na 7. května.

### Kardinálové volitelé
Kardinálové, kterým bylo před uvolněním papežského stolce 80 let nebo více, nejsou oprávněni se volby zúčastnit. K 21. dubnu 2025 existuje 252 kardinálů, z nichž 136 je mladších 80 let. Z potenciálních volitelů bylo 108 (80 procent) jmenováno kardinály Františkem.
Od vydání dokumentu Romano Pontifici eligendo v roce 1975 a následně Universi Dominici gregis byl stanoven maximální počet 120 kardinálů volitelů. Konkláve v roce 2025 bude první konkláve od zavedení tohoto limitu, kdy bylo ke dni uprázdnění papežského stolce více než 120 způsobilých kardinálů. Podle kanonického práva však má každý kardinál mladší 80 let, který se nevzdal svého volebního práva (nebo mu nebylo odebráno), právo volit při konkláve. Mnozí kanonisté se domnívají, že když papež jmenuje více než 120 volitelů, činí tak výjimku ze svých vlastních pravidel, a v tom případě jsou všichni současní kardinálové mladší osmdesáti let způsobilí účastnit se konkláve. Toto tvrzení bylo potvrzeno obecnou kongregací kardinálů dne 30. dubna, která uvedla, že všichni kardinálové-volitelé přítomní na konkláve mohou hlasovat. Kardinálové, kteří nejsou oprávněni volit, se mohou účastnit obecných kongregací, tedy diskusí, které předcházejí konkláve.
Ačkoli kardinálové teoreticky mohou zvolit jakéhokoli pokřtěného katolického muže (kněze), od roku 1389 byl vždy zvolen některý z kardinálů.

#### Neúčastnící se
Ačkoli kardinál Giovanni Angelo Becciu dříve naznačil, že se pokusí konkláve zúčastnit, dne 29. dubna uvedl, že bude respektovat přání papeže Františka, aby se neúčastnil – vzhledem k tomu, že se kvůli finančnímu skandálu vzdal práv kardinála. Bez Becciu byl celkový počet volitelů 135.
Zdravotní problémy zabránily v účasti kardinálům Antoniovi Cañizaresovi Lloverovi a Johnu Njuemu.

## Spekulace
Již v únoru a březnu 2025 se objevily spekulace o blížícím se konkláve poté, co papež František onemocněl oboustranným zápalem plic a byl převezen na jednotku intenzivní péče v nemocnici Gemelli.
Vzhledem k významnému mezinárodnímu rozšíření členstva Kolegia kardinálů za pontifikátu Františka, kdy bylo jmenováno více než 140 neevropských kardinálů (celkem 252), BBC i Time naznačily, že by mohl být zvolen neevropský papež. Konkláve v roce 2025 mělo 135 volitelů ze 71 zemí, zatímco v roce 2013 jich bylo 115 ze 48 zemí a v roce 2005 taktéž 115, ale z 52 zemí. Někteří kardinálové nehovořili italsky, což je pracovní jazyk římské kurie.
Podle italského rčení „tlustý papež, hubený papež“ někteří komentátoři předpovídali, že Františkův nástupce bude konzervativnější. Podle serveru The Pillar existovala na třetí a čtvrté obecné kongregaci výrazná touha po „desetiletém papeži“, tedy po někom, komu je téměř osmdesát let, dá církvi čas na vstřebání pontifikátu, má zkušenosti z římské kurie a zaměří se více na vnitřní než na vnější záležitosti. The Wall Street Journal předpokládal, že pravděpodobnější je volba mladšího papeže.
K 29. dubnu vzhledem ke komplexnosti a různorodosti tohoto konkláve (ve srovnání s tím, které zvolilo Františka během dvou dnů v roce 2013), kardinál Rainer Woelki očekával, že konkláve v roce 2025 bude trvat déle; kardinálové Louis Sako a Gregorio Rosa Chávez však očekávali krátké konkláve trvající dva až tři dny, přičemž druhý jmenovaný uvedl: „Maximálně tři dny“.

### Papabili
Pozorovatelé voleb papeže považovali na základě různých kritérií některé kardinály za pravděpodobnější kandidáty na papeže – těmto se říká papabili (množné číslo od papabile, což v italštině volně znamená „schopný stát se papežem“). Vzhledem k tomu, že určení papabili je záležitostí spekulací médií, není výjimečné, když je zvolen někdo, kdo nebyl považován za papabile – příklady jsou Jan XXIII. v roce 1958 a Jan Pavel I. a Jan Pavel II. v roce 1978. To odpovídá starému rčení: „Kdo vstupuje do konkláve jako papež, vychází z něj jako kardinál,“ přestože toto pořekadlo bylo vyvráceno konkláve v letech 1939, 1963 a 2005, kdy byli zvoleni favorité.
Odbornice na Vatikán profesorka Anna Rowlands tvrdila, že veškeré předpovědi byly v té době „čistá spekulace“.

#### Médii favorizovanípapabili
| Znak | Portrét | Jméno                    | Datum narození a věk ke dni konkláve | Úřad a země | Favorizován | Poznámky |
| ---- | ------- | ------------------------ | ------------------------------------ | --- | --- | --- |
|      |         | Anders Arborelius        | 24. září 1949 (75 let)               | Biskup diecéze stockholmské Švédsko (od roku 1998)                                                                | The New York Times CBS News The Tablet | |
|      |         | Jean-Marc Aveline        | 26. prosince 1958 (66 let)           | Arcibiskup arcidiecéze marseillské Francie (od roku 2019)                                                         | Reuters ABC News Washington Post | |
|      |         | Fridolin Ambongo Besungu | 24. ledna 1960 (65 let)              | Arcibiskup arcidiecéze kinshaské Konžská demokratická republika (od roku 2018)                                    | BBC CBS News | |
|      |         | Péter Erdő               | 25. června 1952 (72 let)             | Arcibiskup arcidiecéze ostřihomsko-budapešťské Maďarsko (od roku 2003)                                            | BBC The New York Times The Guardian The European Conservative CBS News TIME                                                                                    | Primas Hungariae |
|      |         | Mario Grech              | 20. února 1957 (68 let)              | Biskup diecéze gozské Malta (2005–2019) Generální sekretář Biskupské synody Itálie (od roku 2020)                 | CBS News The New York Times The Guardian | |
|      |         | Pietro Parolin           | 17. ledna 1955 (70 let)              | Vatikánský státní sekretář Itálie (od roku 2013)                                                                  | Reuters BBC TIME The Independent The New York Times Sky News Forbes USA Today The Guardian ABC News The Telegraph Financial Times The Economics Times Politico | Předsedající konkláve poté, co se jej Giovanni Battista Re a Leonardo Sandri nemohli z důvodu vysokého věku účastnit. |
|      |         | Pierbattista Pizzaballa  | 21. dubna 1965 (60 let)              | Patriarcha latinského patriarchátu jeruzalémského Izrael (od roku 2020)                                           | The Guardian The New York Times CNN | |
|      |         | Robert Francis Prevost   | 14. září 1955 (69 let)               | Biskup diecéze Chiclayo Peru (2015–2023) Prefekt dikasteria pro biskupy Itálie (od roku 2023)                     | The New York Times CBS News Reuters TIME The Guardian | Zvolen papežem jako Lev XIV.                                                                                          |
|      |         | Robert Sarah             | 15. června 1945 (79 let)             | Arcibiskup arcidiecéze Konakry Guinea (1979–2001) Bez úřadu v době konkláve                                       | The Guardian Le Monde | |
|      |         | Luis Antonio Tagle       | 21. června 1957 (67 let)             | Arcibiskup arcidiecéze manilské Filipíny (2011–2020) Proprefekt dikasteria pro evangelizaci Itálie (od roku 2019) | Reuters BBC TIME The Independent The New York Times USA Today The Guardian Sky News Forbes NBC News The Telegraph                                              | Znám jako Chito. |
|      |         | Peter Turkson            | 11. října 1948 (76 let)              | Arcibiskup arcidiecéze Cape Coast Ghana (1992–2009) Kancléř Papežské akademie věd Itálie (od roku 2022)           | BBC TIME Deutsche Welle The Guardian MSNBC News | |
|      |         | Matteo Zuppi             | 11. října 1955 (69 let)              | Arcibiskup arcidiecéze boloňské Itálie (od roku 2015)                                                             | The New York Times The Guardian TIME The Independent Sky News CBS News                                                                                         | |

Jako další mediálně známí papabili se objevovali také:
- Michael Czerny, prefekt dikasteria pro službu integrálnímu lidskému rozvoji,  Itálie
- Juan José Omella, arcibiskup arcidiecéze barcelonské,  Španělsko
- Charles Maung Bo, arcibiskup arcidiecéze Rangún,  Myanmar (Barma)
- Joseph Tobin, arcibiskup arcidiecéze Newark,  Spojené státy americké
- Reinhard Marx, arcibiskup arcidiecéze mnichovsko-freisinské,  Německo
- Carlos Aguiar Retes, arcibiskup arcidiecéze mexické,  Mexiko
- José Tolentino de Mendonça, prefekt dikasteria pro kulturu a vzdělávání,  Itálie
- Christoph Schönborn, bývalý arcibiskup arcidiecéze vídeňské,  Rakousko
- Raymond Leo Burke, bývalý arcibiskup arcidiecéze Saint Louis,  Spojené státy americké
- Marc Ouellet, bývalý arcibiskup arcidiecéze quebecké,  Kanada

### Sázky
Média po celém světě začala vydávat analýzy papabili již v den Františkovy smrti a okamžitě se rozběhly i internetové sázky – sázení na volby papeže má dlouhou historii. Ještě před oficiálním oznámením konkláve začaly predikční trhy využívat tržní mechanismy k odhadování možných kandidátů a jejich pravděpodobného pořadí. Na většině trhů vedl kardinál Pietro Parolin, následovaný kardinálem Luisem Antoniem Taglem a Pierbattistou Pizzaballou. Podle deníku Il Fatto Quotidiano se odhadovalo, že Parolin, kterému je 70 let, by mohl v prvním kole hlasování získat alespoň 40 hlasů. Sázkové trhy svědčily o široké kulturní fascinaci nejen samotným procesem konkláve, ale i jeho výsledkem. Mezi další často zmiňované papabili patřili Péter Erdő, Peter Turkson a Matteo Zuppi.

## Události před konkláve

### Obecné kongregace

Mapa znázorňující umístění Sixtinské kaple a Domu svaté Marty vzhledem k bazilice svatého Petra

Kanonické právo předpokládá, že obecné kongregace – denní setkání všech kardinálů bez ohledu na to, zda mají volební právo – začnou ještě předtím, než dorazí všichni kardinálové do Říma. První setkání se soustředí na logistiku pohřbu papeže a samotného konkláve, včetně fyzických příprav v Domě svaté Marty a Sixtinské kapli. Pozdější kongregace, obvykle od osmé dál, se přesouvají k diskusím o potřebách církve a světa a o hlavních otázkách, kterým čelí Římská kurie. Tyto pozdější schůze jsou vedeny podle zamyšlení dvou „významných a morálně autoritativních“ duchovních, které vybírají kardinálové. Kardinálové mají také příležitost formálně vystoupit a vyjádřit se k otázkám, které církev trápí.

Obecně tato shromáždění umožňují kardinálům, aby se vzájemně poznali (a uplatnili svůj duchovní rozlišovací úsudek) protože se mnozí z nich nikdy nesetkali kvůli tomu, že František se rozhodl nekonat setkání kardinálů před papežskou konzistoří. V tomto duchu kardinál volitel Pablo Virgilio David před svým odjezdem do Říma 24. dubna zdůraznil, že papežská konkláve není politickou kampaní, ale náboženskou exercicií. Zdůraznil také, že je povinností Kolegia kardinálů navzájem se poznávat skrze modlitbu, osobní dopisy a dokonce i prostřednictvím webové stránky s biografickými a dalšími informacemi vytvořené za tímto účelem; nejde o „kandidaturu“. Očekávalo se, že jak formální, tak neformální diskuse budou velmi věcné, jako příprava na konkláve a doufá se v její rychlý průběh. Neformální diskuse, pořádané z vlastní iniciativy kardinálů — prattiche (cvičení) v italštině — jsou nejupřímnější a nejotevřenější.

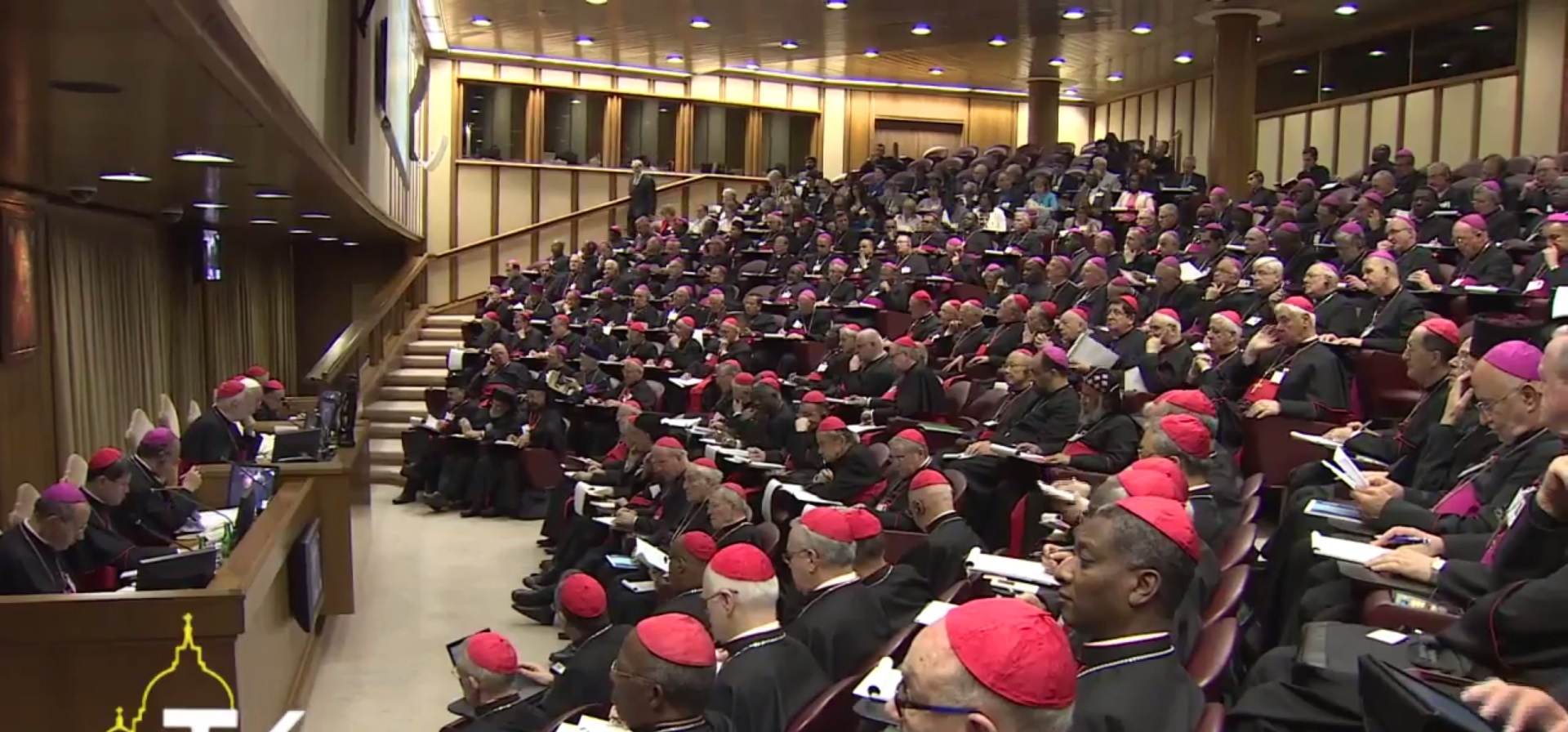
Kardinálové a biskupové se shromáždili v Novém synodním sále v Římě, místě konání generálních kongregací před konkláve

Na první obecné kongregaci, která se konala 22. dubna, asi šedesát přítomných kardinálů vyslechlo závěť papeže Františka, kterou přečetl kardinál Kevin Farrell. Kanonizace Carla Acutise, naplánovaná na 27. dubna v Římě, byla pozastavena a kardinálové potvrdili datum pohřbu papeže. Setkání se rovněž věnovalo logistice pohřbu. Přestože jsou obecné kongregace nepřístupné pro ne-kardinály, sestra Simona Brambilla, řeholnice a první žena v čele vatikánského úřadu, byla omylem pozvána e-mailem k účasti.
Druhá obecná kongregace se sešla 23. dubna za účasti 103 kardinálů. Byl schválen program novemdiales – devítidenního období smutku po smrti papeže. Norberto Rivera Carrera uvedl, že diskuze byly převážně procedurální, protože mnoho kardinálů z celého světa bylo stále na cestě.
Třetí obecná kongregace se konala 24. dubna za účasti 113 kardinálů. Byli jmenováni dva kazatelé konkláve, Donato Ogliari a Raniero Cantalamessa. Přítomní kardinálové zahájili rozhovor o církvi a světě, přičemž promluvilo 34 z nich.
149 kardinálů bylo přítomno na čtvrté obecné kongregaci, která se konala 25. dubna. Kardinálové si vyslechli prezentaci o pohřebním obřadu papeže Františka. Do této doby již bylo předneseno téměř 70 formálních projevů, tzv. „intervencí“.
Pátá generální kongregace, která se konala 28. dubna, rozhodla, že konkláve začne 7. května, 16 dní po smrti papeže Františka. Na tomto setkání se také diskutovalo o krizi sexuálního zneužívání ze strany duchovních, o evangelizaci a ekumenismu. Vystoupilo dvacet kardinálů. Během tohoto zasedání byli obzvláště hlasití konzervativní kardinálové, jako Gerhard Müller a Francis Arinze. Následující den, na šesté kongregaci 29. dubna, byl začátek konkláve stanoven na 16:30 a kardinál Re byl vybrán jako celebrant zahajovací mše konkláve. Donato Ogliari pronesl svou plánovanou reflexi ke 183 přítomným kardinálům, z nichž 124 byli voliči, a zdůraznil téma synodality z Františkova pontifikátu.
Sedmé kongregace konané 30. dubna se zúčastnilo 180 přítomných kardinálů, z nichž 124 byli voliči, a diskutovalo o finančních otázkách Vatikánu. Rainer Woelki uvedl, že dosavadní setkání byla „bratrská a srdečná  ... velmi soustředěná, klidná a věcná pracovní atmosféra“. Beniamino Stella velmi ostře kritizoval Františkovo rozhodnutí umožnit laikům vykonávat pravomoci v oblasti správy církve, které byly dříve vyhrazeny duchovenstvu. To mnoho kardinálů překvapilo, protože Stella byl považován za jednoho z Františkových nejdůvěryhodnějších poradců a prominentního Parolinova stoupence.
Generální kongregace se nesešla 1. května, na svátek svatého Josefa Dělníka, který je státním svátkem Svatého stolce a církevní obdobou světského Mezinárodního dne pracujících, jenž se koná ve stejný den. Římská kancelář National Catholic Reporter uvedla, že kardinál Prevost se „stává vážným favoritem“. Na deváté kongregaci 2. května bylo přítomno 177 kardinálů, z nichž 127 byli voliči. Promluvilo dvacet šest kardinálů. Mezi projednávanými tématy bylo společenství v církvi a bratrství se světem, naděje, že příští papež bude prorocký, a jubileum 2025. Desátá a jedenáctá kongregace se konaly 5. května a diskutovaly o široké škále církevních témat. Dne 6. května se konala dvanáctá a poslední kongregace kardinálského sboru. Tato kongregace si připomněla smrt papeže Františka zničením jeho rybářského prstenu a olověné pečeti. Bylo to poprvé, co byl oba rituály digitálně zaznamenány a zpřístupněny veřejnosti.

### Logistické přípravy

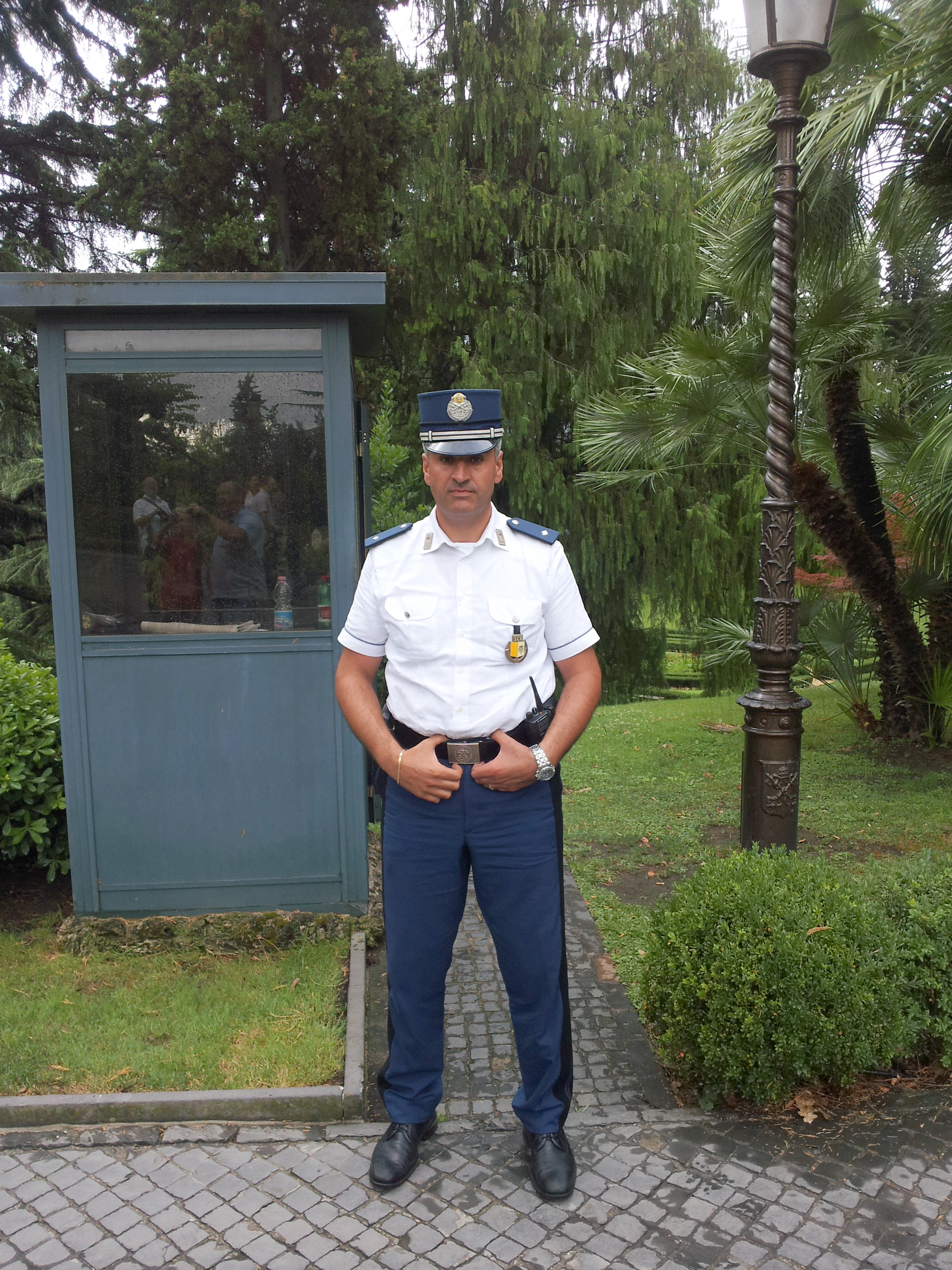
Sbor četnictva Vatikánu je hlavní bezpečnostní složkou Vatikánu

Dne 22. dubna bylo členům papežova personálu a domácnosti nařízeno opustit své pokoje v Domě svaté Marty poté, co papež František zemřel ve svém apartmá v druhém patře. To umožnilo zahájit přípravy na konkláve, které zahrnují instalaci bariér na okna kvůli zamezení vnějšímu kontaktu a výstavbu prostor pro slavení svátosti smíření, soukromou modlitbu a stravování. Vzhledem k tomu, že budova má pouze 129 ložnic, může ubytování rekordního počtu 135 kardinálů-volitelů vyžadovat využití dalších vatikánských zařízení. Tento počet navíc nezahrnuje další podpůrný personál, kterému je podle dokumentu Universi Dominici Gregis během konkláve povoleno bydlet v Domě svaté Marty.
Dne 23. dubna oznámila Vatikánská muzea uzavření Sixtinské kaple od 28. dubna pro potřeby konkláve. V Domě svaté Marty i Sixtinské kapli byly instalovány rušičky signálu, které neutralizují veškeré mikrofony, telefony nebo počítače vnesené do konkláve. Oba prostory byly před konkláve kontrolovány, zda se v nich nenacházejí nepovolená zařízení.
Vatikánské četnictvo čelí při ochraně integrity konkláve mnoha kontrarozvědným výzvám. Možné hrozby zahrnují systémy umělé inteligence, drony, odposlouchávací zařízení, dezinformační kampaně, všudypřítomnost sociálních médií a dokonce i satelity. Byly také vyjádřeny obavy, že dezinformační kampaně a fake news by mohly ovlivnit konkláve, přičemž by sociální sítě mohly být využity k diskreditaci některých papabili.

## Konkláve

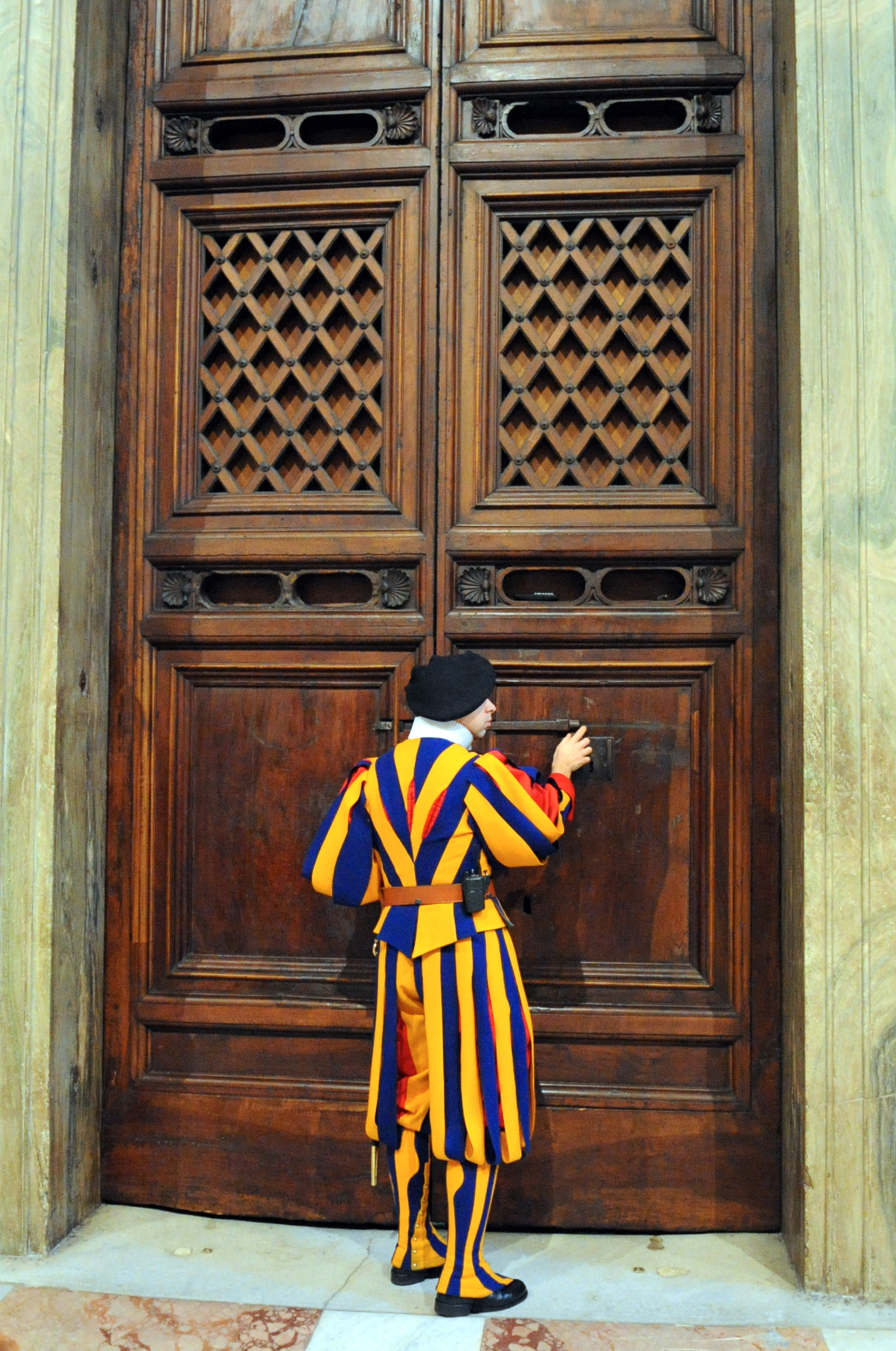
Dveře vedoucí do Sixtinské kaple (na snímku z roku 2014) byly zavřeny 7. května v 17:46

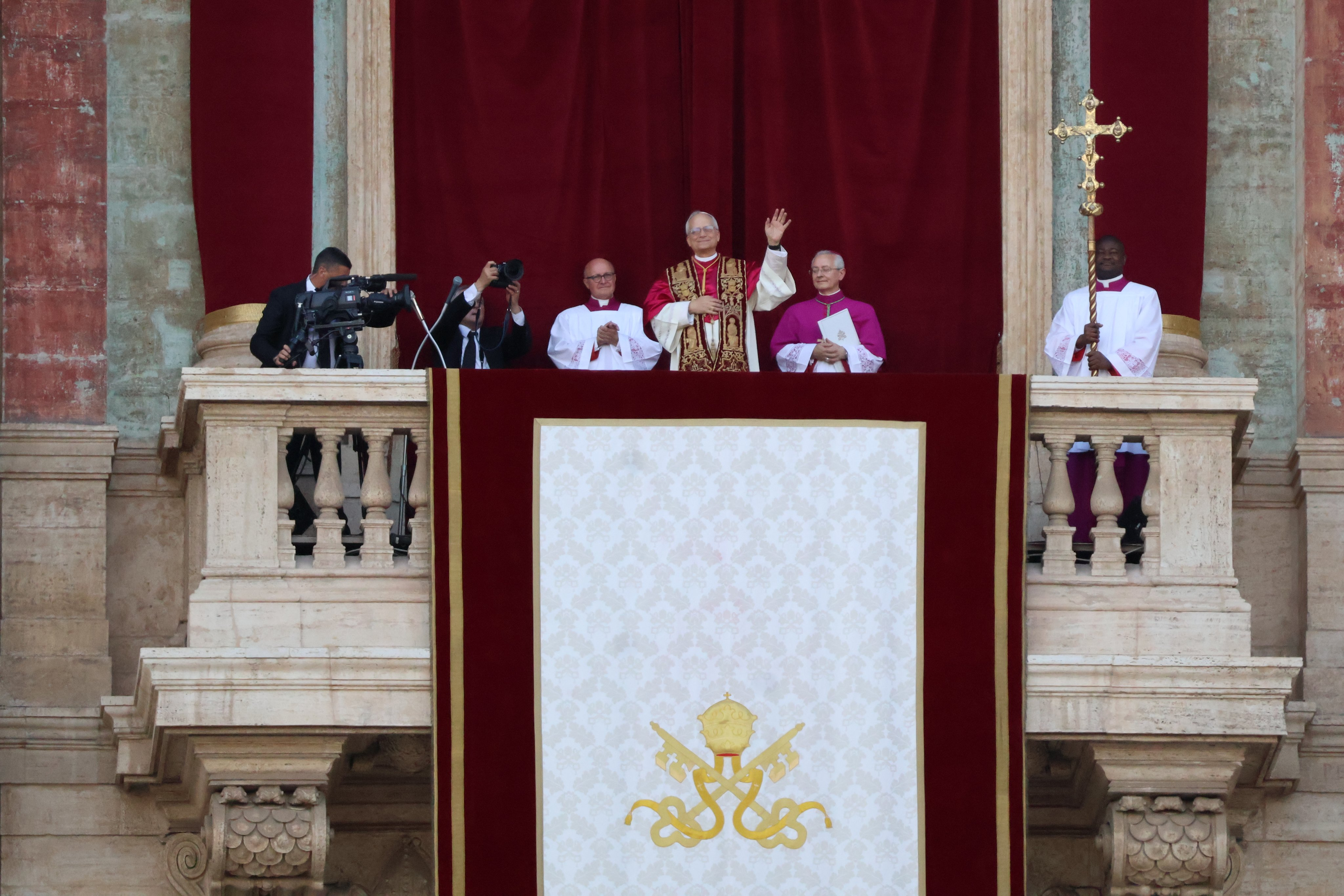
Papež Lev XIV. na lodžii baziliky svatého Petra po svém zvolení

### 7. května
Dne 7. května začalo konkláve k volbě nástupce Františka. Předcházela mu mše pro eligendo Pontifice (latinsky: „za volbu papeže“), kterou v 10:00 SELČ sloužil kardinál Giovanni Battista Re, děkan Kolegia kardinálů, v bazilice svatého Petra. Veškerý podpůrný personál, jako jsou kostelníci, zdravotnický personál, obsluha výtahů, ředitel bezpečnostní služby Vatikánu, stejně jako úředníci a představitelé konkláve, složili 5. května přísahu mlčenlivosti.

V 16:30 konkláve oficiálně začalo modlitební bohoslužbou v kapli svatého Pavla, na jejímž konci vstoupili volitelé v průvodu do Sixtinské kaple. Tam zazněly Litaniae Sanctorum („Litanie ke všem svatým“) a hymnus Veni Creator Spiritus („Přijď, Duchu Stvořiteli“) a 133 hlasujících kardinálů složilo přísahu mlčenlivosti. Každý kardinál-volitel podle seniority položil ruku na knihu evangelií a latinsky nahlas pronesl:
Et ego [křestní jméno] Cardinalis [příjmení] spondeo, voveo ac iuro. Sic me Deus adiuvet et haec Sancta Dei Evangelia, quae manu mea tango.

A já, [křestní jméno] kardinál [příjmení], slibuji, zavazuji se a přísahám. Tak mi pomáhej Bůh a tato svatá evangelia Boží, jichž se dotýkám svou rukou.
Při skládání přísahy někteří kardinálové použili latinské formy svých jmen. Ceremoniář papežských liturgií Diego Ravelli poté zvolal „extra omnes“, což je pokyn, aby všichni, kdo nejsou kardinály-voliteli, opustili místnost. Následně v 17:46 uzavřel vstup do Sixtinské kaple. Kardinál Raniero Cantalamessa poté pronesl úvahu k přítomným kardinálům po jejich příchodu do konkláve. Protože konkláve začalo odpoledne, proběhlo v tento den pouze jedno hlasování.
První kolo skončilo ve 21:00 (19:00 UTC), kdy z komína Sixtinské kaple vyšel černý kouř, což signalizovalo, že nový papež zvolen nebyl. Podle Vatican Media se na Svatopetrském náměstí shromáždilo až 45 000 lidí.

### 8. května
Druhý den konkláve začal dvěma hlasováními, která skončila přibližně v 10:30  a 11:45. V 11:51 se objevil černý kouř, což opět znamenalo, že nebyl zvolen žádný papež. Kouř se nemusí nutně objevovat po každém hlasování, protože volební lístky ze dvou neúspěšných hlasování v dopoledním nebo odpoledním zasedání se obvykle spalují společně, a kouř se objevuje až na konci každého zasedání. Podle několika zpráv získal kardinál Pietro Parolin 40 až 50 hlasů, ale nezískal podporu afrických a asijských kardinálů, z nichž někteří začali podporovat Prevosta; nejsilnější příznivci papeže Františka se rozdělili své hlasy mezi kardinály Jeana-Marce Avelineho a Maria Grecha, zatímco většina asijských kardinálů hlasovala pro kardinály Luise Antonia Tagleho a Pabla Virgilia Davida, kteří oba pocházeli z Filipín. Kardinál Prevost se těšil široké podpoře jihoamerických a angloamerických kardinálů, a to i díky silné podpoře Timothyho Dolana, který působil jako „kingmaker“ . Kardinálové se poté vrátili na oběd do Domus Sanctae Marthae, kde se jasněji projevila šíře podpory Prevosta, přičemž ho údajně podpořil i samotný Parolin.
Na konci dopoledního zasedání bylo na Svatopetrském náměstí přítomno 15 000 lidí a v bazilice Santa Maria Maggiore 5 000 lidí. Během odpoledního zasedání se očekával větší počet lidí, protože v posledních dvou konklávech byl nový papež zvolen buď ve čtvrtém, nebo pátém kole hlasování. Po polední přestávce se kardinálové vrátili do Sixtinské kaple k dalšímu kolu hlasování. Prevost seděl na stejném místě, kde seděl budoucí papež František na konkláve v roce 2013. Podpora kardinálů se spojila kolem Prevosta, který získal více než požadovanou dvoutřetinovou většinu 89 hlasů, přičemž ve čtvrtém kole hlasování bylo zaznamenáno více než 100 hlasů. Parolin, jakožto předsedající kardinál konkláve, se Prevosta zeptal, zda přijímá volbu a jaké bude jeho papežské jméno. Poté, co Prevost přijal své zvolení, si zvolil jméno Lev XIV. na počest papeže Lva XIII.
Po čtvrtém kole hlasování se v 18:07 objevil bílý kouř, po kterém následovalo zvonění zvonů baziliky svatého Petra na znamení zvolení nového papeže. Krátce poté prošla Švýcarská garda a příslušníci Italských ozbrojených sil spolu s kapelami četnictva Vatikánského městského státu a karabiniérů Svatopetrským náměstím a zaujaly formaci pod centrální lodžií baziliky svatého Petra. Odtud kardinál-protojáhen Dominique Mamberti oznámil zvolení Prevosta, který přijal papežské jméno Lev XIV.
Poté, co papež přijal své zvolení, mu kardinálové tleskali, když opouštěl Sixtinskou kapli. Lev XIV. vystoupil na balkon krátce po oficiálním oznámení svého zvolení, promluvil k davu na náměstí svatého Petra a ke světu v italštině (a zároveň krátce promluvil v peruánské španělštině, aby poděkoval diecézi Chiclayo, kde dříve působil), vyjádřil vděčnost za odkaz papeže Františka a pronesl požehnání Urbi et Orbi. Bezprostředně po objevení bílého kouře bylo na náměstí svatého Petra přítomno 40 000 lidí; podle italských orgánů činných v trestním řízení se v době oznámení habemus papam nacházelo na náměstí až 150 000 lidí.

## Události po konkláve
Tiskové oddělení Svatého stolce oznámilo program aktivit a liturgických oslav po zvolení papeže Lva XIV. Svou první mši nový papež slavil s kardinálským sborem v Sixtinské kapli v 11:00 hodin dne 9. května 2025, den po svém zvolení. Dne 10. května 2025 se setkal s kardinálským sborem v synodní síni. Ráno 11. května slavil papež soukromou mši ve Vatikánských jeskyních, kde vzdal hold svým předchůdcům, a poté pronesl svůj první proslov Regina caeli z centrální lodžie baziliky svatého Petra. Ihned po proslovu otevřel v doprovodu kardinálů Pietra Parolina a Kevina Farrella zapečetěné dveře papežských komnat Apoštolského paláce. Svým prvním veřejným i soukromým audiencím předsedal během týdne před svoji inaugurací. První audience udělil tisku, diplomatickému sboru, východním církvím a představitelům dikasterií římské kurie.
Papež Lev XIV. slavil svou inauguraci 18. května 2025 na Svatopetrském náměstí. Kanonicky se ujal tří dalších hlavních bazilik 20. května (bazilika svatého Pavla za hradbami) a 25. května (arcibazilika svatého Jana v Lateránu a bazilika Santa Maria Maggiore). Svou první generální audienci udělil 21. května. 24. května se setkal s římskou kurií a zaměstnanci Vatikánu. 31. května udělil svá první kněžská svěcení jáhnům římské diecéze.

### Reakce
Po zvolení Lva XIV. mnoho významných politiků, společenských kruhů a osobností vyjádřilo gratulace novému papeži.